# اريك غرينوود
اريك غرينوود (بالإسبانية: Eric Greenwood)‏ هو سباح كوستاريكي، ولد في 12 أبريل 1967.

## وصلات خارجية
- اريك غرينوود على موقع الاتحاد الدولي للسباحة (الإنجليزية)
- اريك غرينوود على موقع أوليمبيديا (الإنجليزية)